# Jump (stripreeks)
Jump is een Vlaamse stripreeks voor de jeugd en wordt getekend en geschreven door Charel Cambré. Sinds het achtste album kwam er hulp bij het bedenken van de scenario's. De reeks kende zijn begin in 2007. 
De stripreeks werd uitgegeven door de Standaard Uitgeverij tot het stopgezet werd in 2012. Sinds 2013 wordt de stripreeks uitgegeven door uitgeverij Strip2000.

## Personages
In de reeks maakt men kennis met jongelingen Dweezil, Brains en Lisa die samen allerlei avonturen beleven. Dweezil is een lefgozer, een nobel karakter die ervan houdt op zijn skateboard de stad onveilig te maken. Lisa is een felle meid en onverschrokken. Zij is helemaal weg van inlineskaten. Brains is de slimste van de bende. Hij experimenteert soms meer dan goed is voor de wetenschap. Armando is een gordeldier, het huisdier van Brains. Dit dier is een superspeurneus.

## Albums
| Nummer | Titel                       | Eerste druk   |
| ------ | --------------------------- | ------------- |
| 1      | Zwijgen en trappen          | 2007          |
| 2      | Freeze                      | december 2007 |
| 3      | De ijzervreter              | april 2008    |
| 4      | Game Over!                  | augustus 2008 |
| 5      | De kleuterdynamo            | november 2008 |
| 6      | Het geheim van Vrankensteen | april 2009    |
| 7      | De tijd-tattoo              | augustus 2009 |
| 8      | Haai five                   | november 2009 |
| 9      | Pulp fictie                 | januari 2010  |
| 10     | Vampieren met ketchup       | juli 2010     |
| 11     | Driezel                     | november 2010 |
| 12     | De kop van Kiekeboe         | maart 2011    |
| 13     | Boek XIII                   | juni 2011     |
| 14     | De meeneemchinees           | november 2011 |
| 15     | Terug naar El Bolivar       | maart 2012    |
| 16     | Kwaad bloed                 | oktober 2012  |

Op 10 oktober 2012 verscheen het zestiende en meteen laatste album uit de reeks. De verkoopcijfers brachten niet genoeg op en de reeks werd stopgezet door de uitgever. Maar een maand later nam de uitgeverij Strip2000 de reeks over. Het zeventiende deel verscheen in het najaar van 2013 en het achttiende deel in het voorjaar van 2014.
| Nummer | Titel                     | Eerste druk |
| ------ | ------------------------- | ----------- |
| 17     | Een nieuwe start          | najaar 2013 |
| 18     | Het brein van Brains      | maart 2014  |
| 19     | Trek eens aan mijn vinger | juni 2015   |

## Weetjes
- In album 'De kop van Kiekeboe' staat stripfiguur Marcel Kiekeboe centraal.
- In het album 'Terug naar El Bolivar' wordt er een verwijzing gemaakt binnen de Jommekes-reeks. Brains stelt zijn nieuwste uitvinding voor. De Vliegende bal. Dweezil merkt op dat die al reeds is uitgevonden, een identieke kopie van de vliegende bol. Maar Brains houdt voet bij stuk, dat dit niet de vliegende bol, maar vliegende bal is.

## Bron / voetnoot
1. ↑  Standaard Uitgeverij zet familiestrip ‘Jump’ van Charel Cambré stop, Stripgids.org
2. ↑  / Strip2000 neemt stripreeks Jump over